# كونار بلانشوني
كونار بلانشوني (الاسم العلمي:Connarus planchonianus) هو نوع من النباتات يتبع جنس الكونار من الفصيلة الكونارية.